# Chichicastenango
Chichicastenango, znan tudi kot Santo Tomás Chichicastenango, je mesto z 71.394 prebivalci (popis 2018) in občinski sedež okoliške občine z istim imenom v departmaju El Quiché v Gvatemali. Je v goratem območju približno 140 km severozahodno od mesta Gvatemala, na nadmorski višini 1965 m. Španski konkvistadorji so mestu dali ime po imenu nahuatl, ki so ga uporabljali njihovi zavezniški vojaki iz Tlaxcale: Tzitzicaztenanco ali Mesto kopriv. Prvotno ime je bilo Chaviar.
Chichicastenango je kulturno središče K'iche' Majev. Po popisu iz leta 2012 je 98,5 % prebivalstva občine avtohtonih majevskih K'iche. Od prebivalstva 21 % govori samo K'iche, 71 % govori tako K'iche kot špansko, preostalih 8 % pa samo špansko.

## Zgodovina
Chichicastenango je bil pomembno versko in politično središče Indijancev Quiché. Po osvojitvi španskega konkvistadorja Pedra de Alvarada leta 1524 so Španci uničili starodavni majevski tempelj in na njegovem temelju zgradili cerkev Santo Tomás. Še danes pa cerkev uporabljajo tudi majevski šamani in zdravilci (curanderos), ki na tleh prižigajo kadila in sveče, pihajo čeznje alkoholne pijače in darujejo cvetje. 18 stopnic stopnišča, ki morda izvira iz starodavnega majevskega templja, ustreza mesecem majevskega koledarja. Mesto je bilo leta 1872 povzdignjeno v mesto (vila).
V Chichicastenangu je leta 1702 oče Francisco Ximénez odkril rokopis majevske knjige Popol Vuh, ki jo je kopiral in prevedel v španščino; izvirnik dela je izginil.

## Geografija
Mesto Chichicastenango je približno 1 km zahodno od Río Motagua in približno 10 km severno od njenega izvira v gorovju Sierra Madre de Chiapas  na nadmorski višini približno 2000 m približno 137 km (razdalja z vožnjo) severozahodno od mesta Gvatemala in približno 94 km vzhodno iz Quetzaltenanga, drugega največjega mesta v državi. Podnebje je zmerno do toplo; dež (pribl. 1095 mm/leto) pade skoraj izključno v poletnih mesecih.
Chichicastenango je sestavljen iz občinskega sedeža in 81 podeželskih skupnosti. Bližnje vaške skupnosti so Paquixic, Chucam, Chujupen, Camanibal, Chontala in Chucojom.

## Tržnica
Chichicastenango gosti tržne dneve ob četrtkih in nedeljah, kjer prodajalci prodajajo ročne izdelke, hrano, rože, lončenino, lesene zaboje, začimbe, zdravilne rastline, sveče, pom in copal (tradicionalno kadilo), cal (apnenec za pripravo tortilj), mline, prašiče in kokoši, mačete in drugo orodje.
Med prodajnimi artikli je tudi tekstil, predvsem ženske bluze. V Chichicastenangu izdelujejo tudi maske, ki jih uporabljajo plesalci v tradicionalnih plesih, kot je Ples osvajanja.

## Cerkev Santo Tomás
Poleg tržnice je 400 let stara cerkev Santo Tomás. Zgrajena je na vrhu predkolumbovske tempeljske ploščadi, stopnice, ki so prvotno vodile do templja predšpanske civilizacije Majev, pa ostajajo čaščene. K'iche' Maja duhovniki še vedno uporabljajo cerkev za svoje obrede, prižiganje kadila in sveč. V posebnih primerih zažgejo piščanca za bogove. Vsaka od 18 stopnic, ki vodijo do cerkve, predstavlja en mesec majevskega koledarskega leta. Drugi ključni element Chichicastenanga je Cofradia Pascuala Abaja, ki je starodavni izklesan kamen, ki ga častijo v bližini in majevski duhovniki tam izvajajo več obredov. Pisanje na kamnu beleži dejanja kralja po imenu Tohil (Usoda).
Na njenem ozemlju je regionalni muzej Chichicastenango.

## V glasbi
O mestu so bile napisane vsaj tri pesmi.
- Chichicastenango Xavier Cugat 1937
- In Chi-Chi Castenango Edmundo Ros Mambo Jambo: izvirni posnetki 1941-1950
- V deželi Majev Lennie Gallant V deželi Majev

Poleg tega lik Rosie iz Bye Bye Birdie sarkastično poje, da je zdravica Chichicastenanga.

## V filmu
Leta 1935 so film The New Adventures of Tarzan posneli na lokaciji v Gvatemali, pri čemer so izkoristili pomoč podjetja United Fruit Company in predsednika Jorgeja Ubico. Chichicastenango je bil med lokacijami, uporabljenimi med snemanjem.